# كارل زيزكيك
كارل زيزكيك (بالألمانية: Karl Zischek)‏ (28 أغسطس 1910 – 6 أكتوبر 1985) لاعب كرة قدم نمساوي راحل كان يجيد اللعب في خط الهجوم .
لعب طوال مسيرته الرياضية في نادي فاكر فيينا (1926-1946).
مثل منتخب النمسا في 40 مباراة مسجلا 24 هدف (1931-1945). شارك مع منتخب النمسا في بطولة كأس العالم 1934 في إيطاليا حيث احتل المركز الرابع.

## وصلات خارجية
- كارل زيزكيك على موقع الاتحاد الدولي (مؤرشف)  (الإنجليزية)
- كارل زيزكيك على موقع قاعدة بيانات كرة القدم.إي يو (الإنجليزية)
- كارل زيزكيك على موقع ناشيونال فوتبول تيمز (الإنجليزية)

- هذا سيرة ذاتية